# Copa Libertadores Femenina 2010
Copa Libertadores Femenina 2010 diễn ra tại Brasil từ 2 tháng 10 tới 17 tháng 10 năm 2010. Santos là đội vô địch.

## Vòng bảng

### Bảng A
| Đội             | Tr | T | H | B | BT | BB | HS  | Đ  |
| --------------- | -- | - | - | - | -- | -- | --- | -- |
| Santos          | 4  | 4 | 0 | 0 | 22 | 0  | +22 | 12 |
| Deportivo Quito | 4  | 2 | 1 | 1 | 3  | 8  | –5  | 7  |
| River Plate     | 4  | 1 | 1 | 2 | 4  | 15 | −11 | 4  |
| Caracas         | 4  | 1 | 0 | 3 | 5  | 7  | −2  | 3  |
| Formas Íntimas  | 4  | 1 | 0 | 3 | 4  | 8  | −4  | 3  |

Giờ thi đấu là giờ địa phương (UTC−3).
| Santos                                | 2 – 0   | Caracas |
| ------------------------------------- | ------- | ------- |
| Grazielle 13' · Cristiane 48' (ph.đ.) | Báo cáo |         |

| Deportivo Quito | 1 – 1   | River Plate |
| --------------- | ------- | ----------- |
| Vásquez 67'     | Báo cáo | Laborda 83' |

| Formas Íntimas                       | 3 – 1   | Caracas    |
| ------------------------------------ | ------- | ---------- |
| Peñaloza 5' · Montoya 35' · Usme 80' | Báo cáo | Ascanio 9' |

| Santos                                                                                                | 9 – 0   | River Plate |
| --- | ------- | ----------- |
| Cristiane 19' (pen) · Grazi 32', 39', 64' · Ester 38' · Thais 50', 90' (pen) · Joice 53' · Pikena 63' | Báo cáo |             |

| River Plate | 1 – 4 | Caracas |
| ----------- | ----- | ------- |
|             |       |         |

| Formas Íntimas | 0 – 1 | Deportivo Quito |
| -------------- | ----- | --------------- |
|                |       |                 |

| Santos | 4 – 0   | Formas Íntimas |
| ------ | ------- | -------------- |
|        | Báo cáo |                |

| Deportivo Quito | 1 – 0   | Caracas |
| --------------- | ------- | ------- |
|                 | Báo cáo |         |

| Santos | 7 – 0   | Deportivo Quito |
| ------ | ------- | --------------- |
|        | Báo cáo |                 |

| Formas Íntimas | 1 – 2   | River Plate |
| -------------- | ------- | ----------- |
|                | Báo cáo |             |

### Bảng B
| Đội                  | Tr | T | H | B | BT | BB | HS  | Đ  |
| -------------------- | -- | - | - | - | -- | -- | --- | -- |
| Everton              | 4  | 3 | 1 | 0 | 18 | 2  | +16 | 10 |
| Boca Juniors         | 4  | 2 | 2 | 0 | 19 | 5  | +14 | 8  |
| Universidad Autónoma | 4  | 2 | 1 | 1 | 16 | 5  | +11 | 7  |
| Deportivo Florida    | 4  | 1 | 0 | 3 | 4  | 17 | −13 | 3  |
| UPI                  | 4  | 0 | 0 | 4 | 2  | 30 | −28 | 0  |

Giờ thi đấu là giờ địa phương (UTC−3).
| Boca Juniors                            | 4 – 1   | Deportivo Florida |
| --------------------------------------- | ------- | ----------------- |
| Bruzca 20' · Gómez 22' · Gatti 53', 73' | Báo cáo | Méndez 23'        |

| Everton                                                            | 9 – 0   | UPI |
| ------------------------------------------------------------------ | ------- | --- |
| Villamayor 5', ?', ?', ?', ?', ?' · López ?' · Arias ?' · Vidal ?' | Báo cáo |     |

| UPI        | 1 – 2   | Deportivo Florida         |
| ---------- | ------- | ------------------------- |
| Puerta 20' | Báo cáo | Pedraza 54' · Zenteno 62' |

| Universidad Autónoma | 1 – 2   | Everton                   |
| -------------------- | ------- | ------------------------- |
| Vázquez 52' (ph.đ.)  | Báo cáo | Villamayor 2' · Arias 63' |

| Boca Juniors                                                                                                  | 12 – 1  | UPI        |
| --- | ------- | ---------- |
| Ojeda 4', 28', 33', 69' · Gatti 15', 43' · Huber 18', 23' · Gerez 36' · Gómez 55' · Barbita 64' · Santana 72' | Báo cáo | Flores 61' |

| Universidad Autónoma                                             | 6 – 1   | Deportivo Florida |
| ---------------------------------------------------------------- | ------- | ----------------- |
| N. Cuevas 5', 55' · Zalazar 9' · Agüero 15' · I. Cuevas 28', 49' | Báo cáo | Zenteno 74'       |

| Boca Juniors           | 2 – 2   | Universidad Autónoma              |
| ---------------------- | ------- | --------------------------------- |
| Bruzca 62' · Ojeda 72' | Báo cáo | Riveros 23' · Vázquez 88' (ph.đ.) |

| Everton                                                         | 6 – 0   | Deportivo Florida |
| --------------------------------------------------------------- | ------- | ----------------- |
| Villamayor 3' · Arias 22', 45+3', 89' · Pardo 66' · Salgado 79' | Báo cáo |                   |

| Boca Juniors | 1 – 1   | Everton   |
| ------------ | ------- | --------- |
| Gerez 75'    | Báo cáo | Arias 65' |

| Universidad Autónoma                                   | 7 – 0   | UPI |
| ------------------------------------------------------ | ------- | --- |
| N. Cuevas 14', 22', 24', 59', 73', 77' · I. Cuevas 48' | Báo cáo |     |

## Vòng đấu loại trực tiếp
|  | Bán kết               | Bán kết |                       |   | Chung kết | Chung kết |
|  |                       |         |                       |   |           |           |
|  | 15 tháng 10 - Barueri |         |                       |   |           |           |
|  |                       |         |                       |   |           |           |
|  | Everton               | 0 (5)   |                       |   |           |           |
|  | Everton               | 0 (5)   | 17 tháng 10 - Barueri |   |           |           |
|  | Deportivo Quito       | 0 (4)   |                       |   |           |           |
|  | Deportivo Quito       | 0 (4)   | Everton               | 0 |           |           |
|  | 15 tháng 10 - Barueri |         | Everton               | 0 |           |           |
|  |                       | Santos  | 1                     |   |           |           |
|  | Santos                | Santos  | 1                     | 2 |           |           |
|  | Santos                |         |                       | 2 |           |           |
|  | Boca Juniors          | 0       |                       |   |           |           |
|  | Boca Juniors          | 0       | Tranh hạng ba         |   |           |           |
|  |                       |         |                       |   |           |           |
|  | 17 tháng 10 - Barueri |         |                       |   |           |           |
|  |                       |         |                       |   |           |           |
|  | Deportivo Quito       | 1       |                       |   |           |           |
|  | Deportivo Quito       | 1       |                       |   |           |           |
|  | Boca Juniors          | 2       |                       |   |           |           |

### Bán kết
| Everton                                        | 0 – 0   | Deportivo Quito                                  |
| ---------------------------------------------- | ------- | ------------------------------------------------ |
|                                                | Báo cáo |                                                  |
| Loạt sút luân lưu                              |         |                                                  |
| Galeano · Arias · Cisternas · Salgado · Endler | 5 – 4   | Freire · Rodríguez · Espinoza · Moreira · Ferrín |

| Santos                   | 2 – 0   | Boca Juniors |
| ------------------------ | ------- | ------------ |
| Maurine 74' · Suzana 78' | Báo cáo |              |

### Tranh hạng ba
| Deportivo Quito | 1 – 2   | Boca Juniors              |
| --------------- | ------- | ------------------------- |
| Quinteros 82'   | Báo cáo | Cotelo 39' · González 68' |

### Chung kết
| Everton | 0 – 1   | Santos      |
| ------- | ------- | ----------- |
|         | Báo cáo | Maurine 89' |